# 信楽駅
信楽駅（しがらきえき）は、滋賀県甲賀市信楽町長野にある、信楽高原鐵道信楽線の駅で同線の終着駅である。

## 歴史

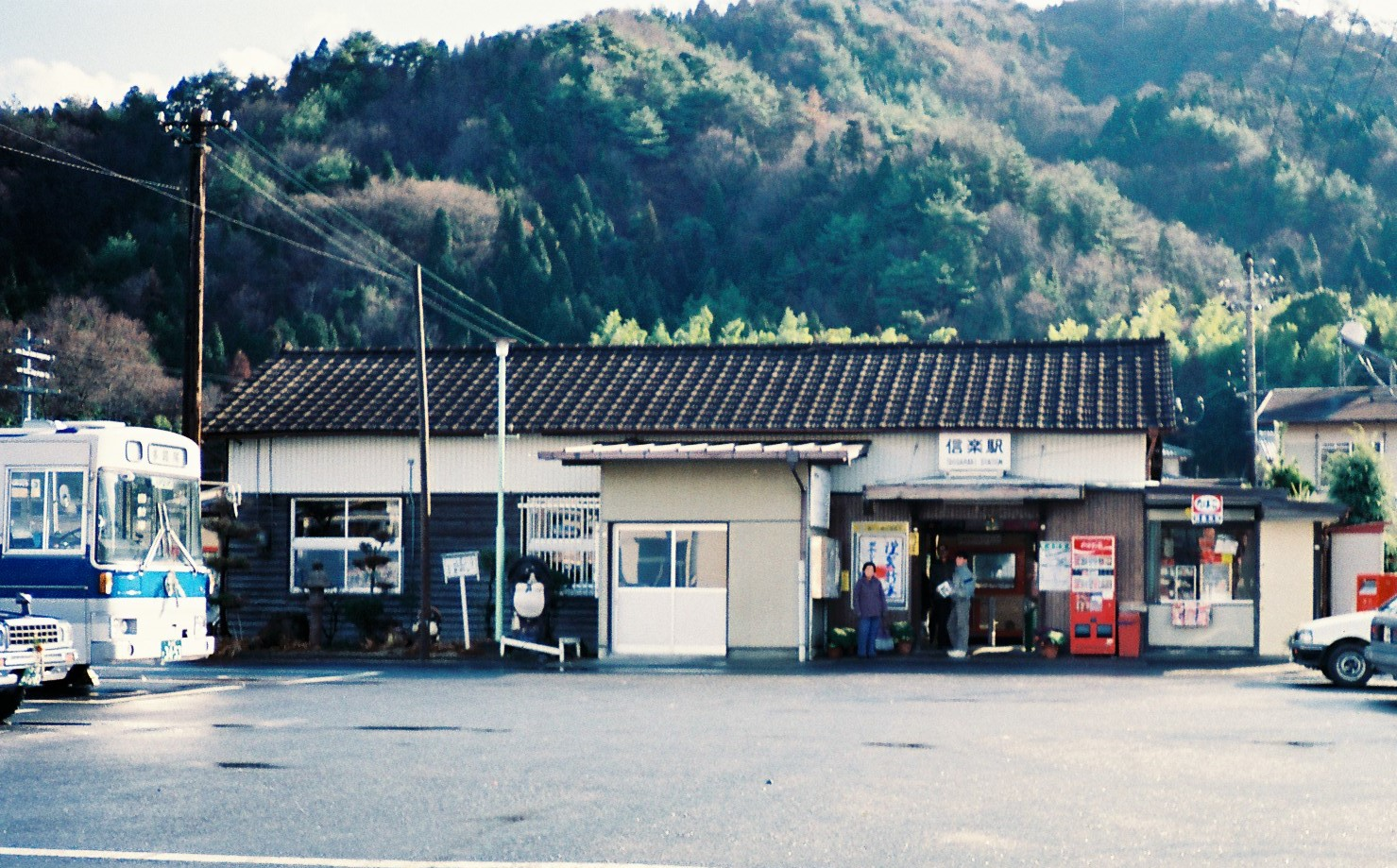
国鉄時代の駅舎（1987年）

- 1933年（昭和8年）5月8日：国有鉄道信楽線の貴生川駅 - 当駅間が開業[1][2][3]。
- 1943年（昭和18年）10月1日：信楽線の不要不急線指定により営業休止[2][3]。
- 1947年（昭和22年）7月25日：営業再開[2][3]。
- 1982年（昭和57年）10月10日：貨物取扱を廃止[3]。
- 1987年（昭和62年）
  - 4月1日：国鉄分割民営化により西日本旅客鉄道（JR西日本）の駅となる[2][3]。
  - 7月13日：信楽高原鐡道の駅となる[3]。
- 1991年（平成3年）
  - 4月20日：世界陶芸祭が開幕し、主要アクセス駅となる。
  - 5月14日：小野谷信号場（現在は廃止） - 紫香楽宮跡駅間で当駅始発の普通列車とJR西日本の臨時快速列車が正面衝突する事故が発生（信楽高原鐵道列車衝突事故）[2][5][6]。当駅における信号トラブルが事故原因の一つとなった。この事故に伴い運休[7]。
  - 12月8日：運行を再開[2][7]。
- 2013年（平成25年）
  - 9月15日：杣川橋梁流出に伴い長期運休。
- 2014年（平成26年）
  - 11月29日：営業再開。

## 駅構造
相対式ホーム2面2線を有する地上駅である。旅客の乗り降りは駅舎側のホームのみを使用。使用しない反対側ホームには約100体にのぼる狸の置物が置かれている。
以前はSKR200形気動車が留置されていたが、現在は夜間停泊などに使われている。なお、貴生川方面には信楽高原鐵道の信楽検修庫がある。また、当駅より先も線路が続いており、終端に引き上げ線がある。当駅は信楽線唯一の有人駅であり、1991年の列車衝突事故以後線内において信号機が唯一使用されている駅でもある。

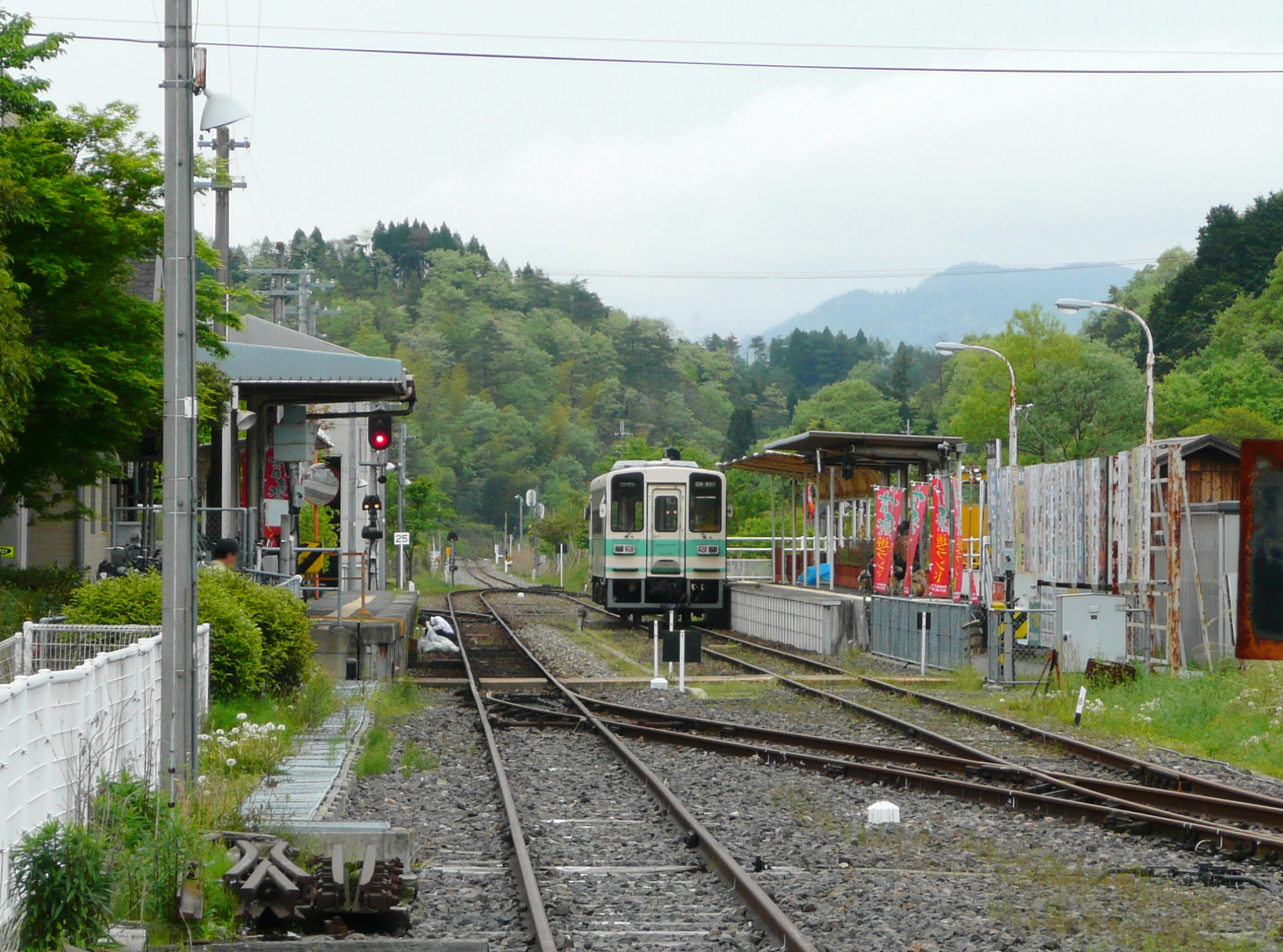
引き上げ線側から見た駅構内（2008年5月）
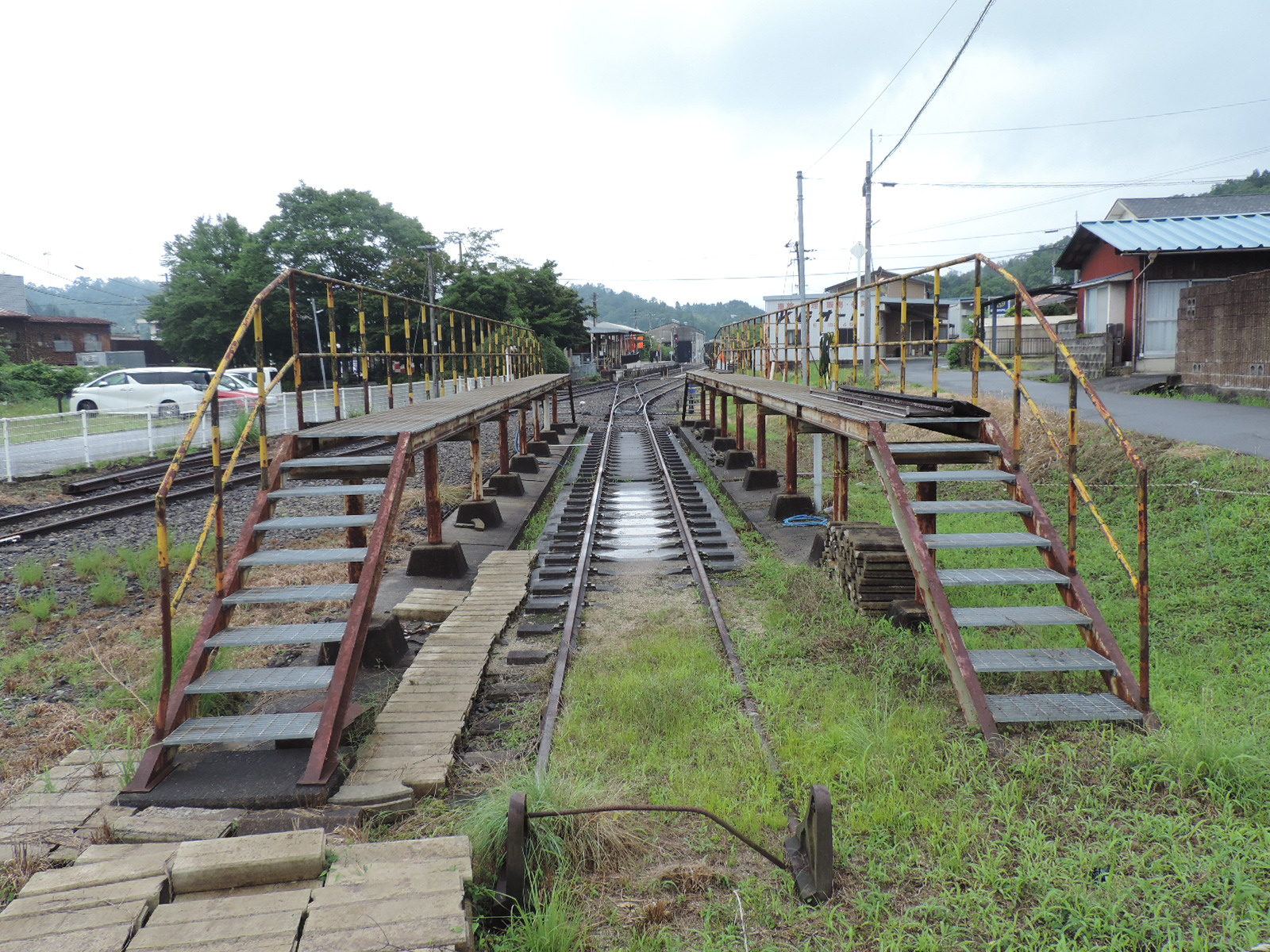
信楽線終端部（2020年7月）
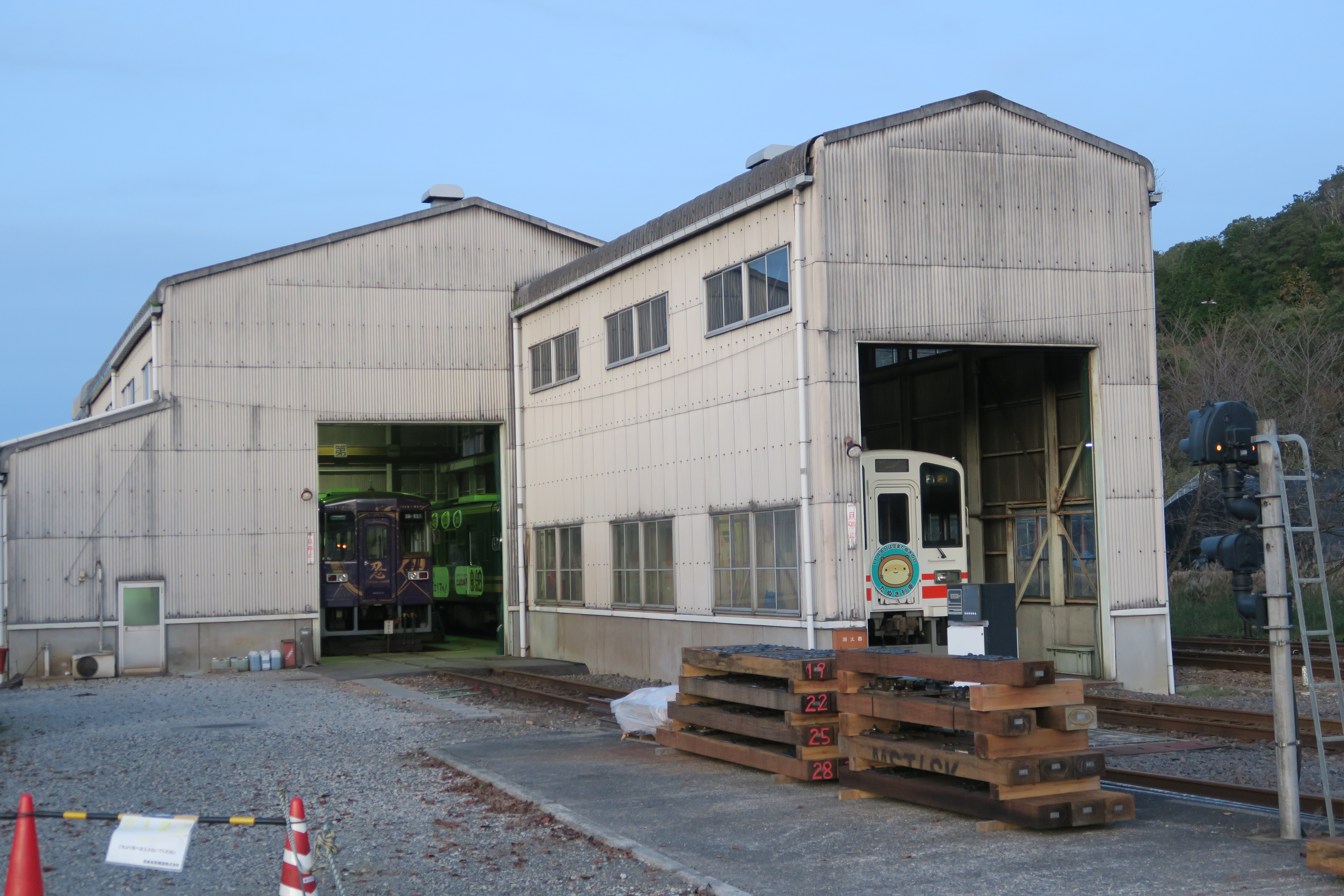
信楽検修庫（2019年11月、隣接する駐車場より撮影）

## 利用状況
| 年度               | 1日平均乗車人員 |
| ------------------ | --------------- |
| 2011年（平成23年） | 426             |
| 2012年（平成24年） | 431             |
| 2013年（平成25年） | 380             |
| 2014年（平成26年） | 346             |
| 2015年（平成27年） | 371             |
| 2016年（平成28年） | 432             |
| 2017年（平成29年） | 329             |

## 駅周辺

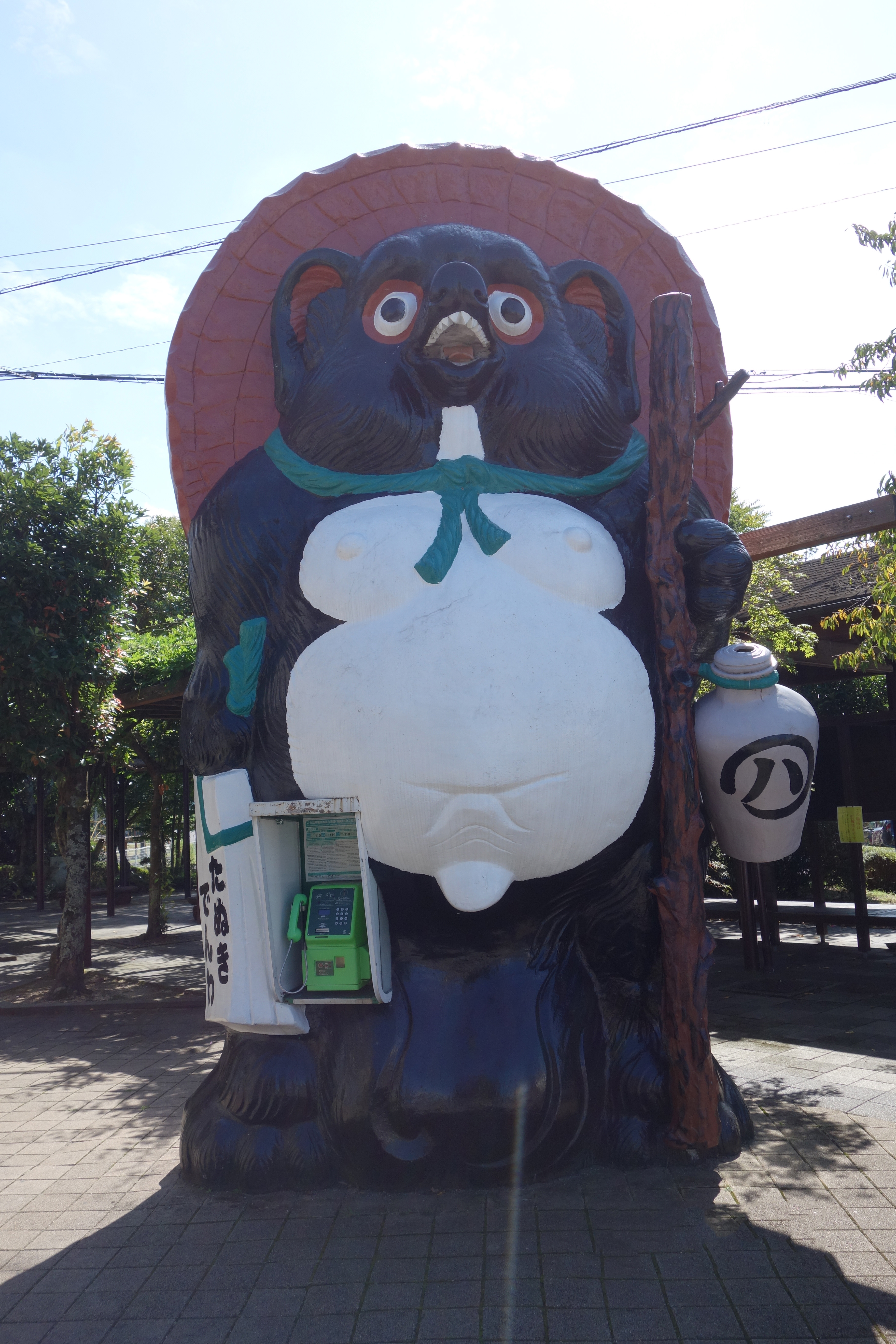
信楽焼タヌキ像（2019年9月）

陶芸の町として知られる旧信楽町の中心駅。駅西側はそれに関する店や施設が多い。駅東側は小さな集落となっており、大日寺という寺院もある。
- 信楽焼タヌキ像 - 信楽駅前に立つ、高さ5.3メートルの信楽焼の像[1][9][12][13][14][15]。胴回り6.6メートル[15]。観光シーズンごとに信楽町観光協会が衣装を替えている[15]。
- 信楽陶器卸商業協同組合[16]
- 信楽焼ミュージアム
- 丸伊製陶へちもんショップ[17]
- 甲賀市役所信楽地域市民センター（旧・信楽町役場）
- 甲賀広域行政組合信楽消防署
- 甲賀警察署信楽交番
- 信楽伝統産業会館（新館）[18][19]
  - 旧信楽伝統産業会館（旧館）[20]
- 甲賀市立信楽図書館
- 信楽体育館
- 信楽郵便局
- 信楽中央病院
- 信楽中央公民館
- 大日寺[11]
- 法林寺[21]
- 新宮神社[22]
- 愛宕山陶器神社[23] - 新宮神社の境外摂社に属する[24]。
- 信楽高原鐵道本社
- 滋賀タクシー信楽営業所
- 国道307号
- 滋賀県道137号信楽停車場線
- 大戸川
- 信楽川

## バス路線
駅舎の前に「信楽駅」停留所があり、コミュニティバスの各路線が発着する。なお、ここでは「現行路線」と「廃止路線」に分けて解説する。

### 現行路線
旧信楽町内しか運行しない便が多いが、甲賀市コミュニティバスの朝宮線（甲賀市）は一部の便が大津市内に乗り入れる。
甲賀市コミュニティバス
- 朝宮線
  - 宮尻    - ※一部は京阪石山寺（大津市螢谷）へ直通する。以前は大石小学校（大津市大石東）へ直通する便もあったが、2024年3月31日限りで廃止となった[25]。

- 多羅尾線
  - 信楽駅    - ※循環路線（小川出 方面）
- 田代・畑・陶芸の森巡回線[26]
  - 信楽駅    - ※循環路線（ハイランド 方面）
- 雲井国道線
  - 雲井駅    - ※帝産湖南交通（後述）の廃止代替バス（当駅 - 雲井駅間のみ）。

備考
- 甲賀市コミュニティバスのバスロケーションシステムを兼ねたデジタルサイネージが当駅待合室に設置され、2021年3月1日から運用を開始した[27]。
- 神山・江田・南新田方面へ向かうデマンドタクシー（エリアタクシー）の路線（コミタク神山江田エリア）も設定されているが、乗車する場合は予約が必要となる[28]。

### 廃止路線
かつては街どうしを結ぶ路線が多く、県境を越える路線も設定されていた。なお、石山駅行きは西回り（国鉄バス（現・西日本ジェイアールバス））と東回り（帝産湖南交通）の2路線が設定されていた。
国鉄バス（現・西日本ジェイアールバス）
- 近城線
  - 加茂駅
  - 石山駅（※朝宮・宮尻・南郷洗堰・石山寺山門前・唐橋前方面）
  - 貴生川駅    - ※旧日本国有鉄道自動車局（国鉄バス）時代から運行されたが、2002年9月30日限りで廃止された。廃止後は朝宮・石山方面への路線が甲賀市コミュニティバスの朝宮線として運行されているが、石山駅への乗り入れは消滅した。

帝産湖南交通
- 10系統
  - 信楽案内所 / 石山駅（※沢出・漆原・田上車庫・建部大社・唐橋前方面）    - ※かつては信楽営業所（後の「信楽案内所」）から三条大橋（三条京阪）へ直通する路線があったが、当駅は経由しなかった。末期は当駅 - 田上車庫間を1.5往復（当駅始発は午前1便のみ）運行したが、2024年3月31日限りで廃止された[注釈 1]。

## その他

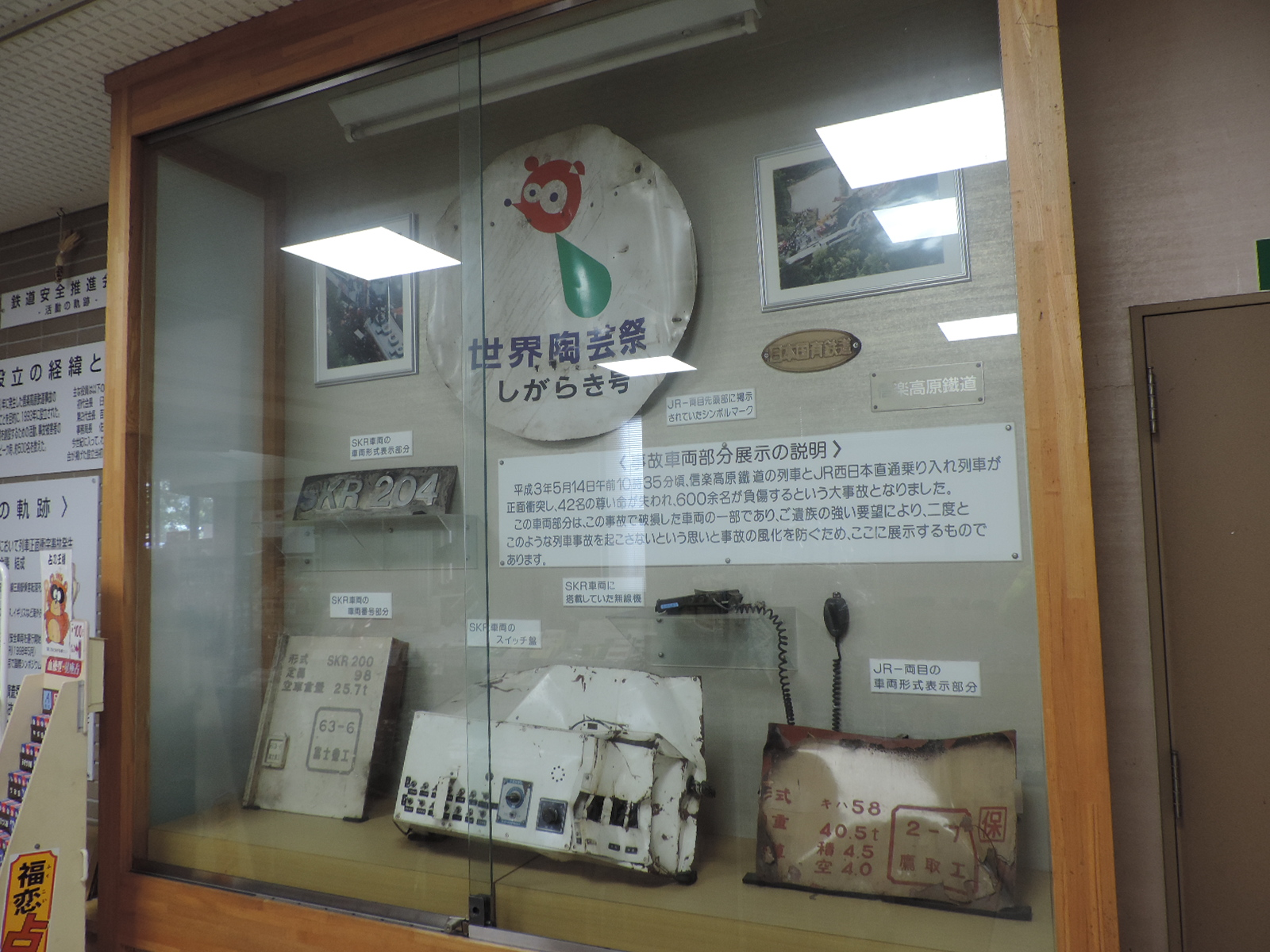
セーフティーしがらき（2020年7月）

- 当駅は第3回近畿の駅百選（2002年）に選定された[29]。
- 駅舎内には、1991年に発生した列車衝突事故に関する資料を展示したコーナーが設けられている[14][29]。事故を風化させるべきでないという遺族の要望によって1997年4月30日に「セーフティーしがらき」として開設した[1][2]。

## 隣の駅
信楽高原鉄道
■信楽線
玉桂寺前駅 - 信楽駅